# Église de la Sainte-Parascève de Lepenica
Pour les articles homonymes, voir Église de la Sainte-Parascève.
L'église de la Sainte-Parascève de Lepenica (en serbe cyrillique : Црква Св. Петке у Лепеници ; en serbe latin : Crkva Sv. Petke u Lepenici) est une église orthodoxe serbe située à Lepenica, dans la municipalité de Vladičin Han et dans le district de Pčinja, en Serbie. Elle est inscrite sur la liste des monuments culturels protégés de la république de Serbie (no SK 949),. 

## Présentation
L'église est située à Lepenica, à 8 km de Vladičin Han. Elle est également désignée sous le nom d'« église latine », en raison de son autel qui est exceptionnellement tourné vers l'ouest.
L'église est formée de deux structures superposées formant un ermitage. L'église proprement dite, creusée dans la roche, est constituée de deux cavités tandis qu'à l'étage, au-dessus de l'église, se trouve le logement des ermites. Dans une grotte située à l'est de l'église jaillit une source.
La datation de l'ensemble est problématique, même si les archéologues et les spéléologues ont pu montrer que l'ensemble du rocher a été utilisé et qu'il était habité par des anachorètes à l'époque médiévale ou post-byzantine. Certains historiens ont chronologiquement relié Lepenica aux ermites rassemblés autour du monastère de Mrtvica, aux XVIe et XVIIe siècles ; mais cette thèse ne peut être étayée par les sources écrites disponibles.